# 제5회 영국 아카데미 영화상
제5회 영국 아카데미 영화상은 1951년 최고의 영화를 기리기 위해 1952년 5월 8일에 열린 시상식이다. 영국 영화 텔레비전 예술 아카데미(BAFTA, 구 영국 영화 아카데미)가 주최했다. 라벤더 힐 몹이 작품상을 수상했다.

## 수상

### 작품상
- 라벤더 힐 몹 수상

### 알렉산더 코다 상
- 라운더바우트 수상

### 특별상
- Gerald McBoing-Boing 수상